# Training Squadron (Royal Navy)
L'escadron d'entraînement (en anglais:Training Squadron) était une formation de voiliers employés à des fins d'entraînement naval de 1885 à 1899 de la Royal Navy.

## Histoire
Pour suivre le rythme de ces changements continus, on a rapidement reconnu que de nouvelles dispositions devaient être prises pour la formation technique et scientifique des officiers et des hommes. Jusqu'en 1854, les cadets de la marine, après avoir été nommés, se rendaient immédiatement, en règle générale, sur des navires en service régulier, où ils devaient acquérir leur formation professionnelle du mieux qu'ils pouvaient auprès des instructeurs navals et des autres officiers qui étaient leurs compagnons de bord. En 1854, une amélioration fut apportée par la mise en service à Portsmouth d'un vieux navire de ligne en bois, l'Illustrious, du capitaine Robert Harris, comme navire de formation stationnaire, ou école, pour les cadets de la marine 
.
Une école similaire a été ouverte sur l'Implacable, à Devonport, en 1855 ; mais une seule école s'est vite avérée suffisante, et l'établissement de Devonport a été fermé. De nouveaux règlements pour l'entrée et la formation des cadets de la marine ont été publiés en 1857 1 ; et le 1er janvier 1859, le Britannia, 120, 2 a été mis en service à Portsmouth par le même capitaine Robert Harris pour remplacer l'Illustrious, moins approprié.
Il fut déplacé à Portland en 1862, puis à Dartmouth le 30 septembre 1863, où il trouva des amarres plus appropriées. Bien que le Britannia original ait été condamné par la suite, un nouveau Britannia, connu auparavant sous le nom de Prince de Galles, 3 prit sa place en juillet 1869 et la conserva jusqu'à la fin du XIXe siècle. En 1870, le Trafalgar, 60, a été mis en service comme navire d'entraînement en mer pour les cadets ; et le Bristol, 31, Aurora, 28, et d'autres navires ont été utilisés par la suite dans le même but jusqu'à l'établissement de l'escadron d'entraînement régulier en 1885.
On a déjà écrit quelque chose sur l'origine des écoles d'artillerie navale de Portsmouth et de Devonport. À Portsmouth, l'établissement a été hébergé à flot pendant de nombreuses années dans l'Excellent (ex-Boyne, construit en 1810), puis dans un autre Excellent (ex-Queen Charlotte, construit également en 1810). En 1891, cependant, lorsque des casernes, des batteries d'entraînement, etc., furent érigées sur l'île de Whale Island, un terrain aménagé dans le port de Portsmouth, l'établissement fut transféré sur le rivage et logé dans ces nouveaux bâtiments spacieux.
L'éducation des garçons s'est poursuivie, d'abord dans les escadrons volants qui étaient temporairement organisés, et ensuite dans l'escadron d'entraînement régulièrement constitué, qui, seulement dans la dernière année du siècle, a été modernisé et composé exclusivement de navires sans mât.

## Commandants
Le commandement de cet escadron a été tenu par :
|                                                   | Grade         | Drapeau | Nom                       | Terme                                |
| ------------------------------------------------- | ------------- | ------- | ------------------------- | ------------------------------------ |
| Contre-amiral/Commandeur, Escadron d'entraînement |               |         |                           |                                      |
| 1                                                 | Commandeur    |         | Robert O'B. FitzRoy       | 21 septembre 1885                    |
| 2                                                 | Commandeur    |         | Albert H. Markham         | 1er novembre 1886 – 13 novembre 1889 |
| 3                                                 | Commandeur    |         | Armand T. Powlett         | 14 novembre 1889 – 1er août 1891     |
| 4                                                 | Commandeur    |         | Lewis A. Beaumont         | 1er août 1891                        |
| 5                                                 | Contre-amiral |         | Robert H. Harris          | 1er juin 1893                        |
| 6                                                 | Commandeur    |         | George L. Atkinson-Willes | 18 avril 1895                        |
| 7                                                 | Commandeur    |         | Edmund S. Poë             | 14 octobre 1897 – 30 octobre 1899    |